# Unión Militar Democrática
La Unión Militar Democrática (UMD) fue una organización militar clandestina española, fundada en el tardofranquismo por tres comandantes y nueve capitanes de diversas Armas con el objetivo de democratizar las Fuerzas Armadas y de oponerse a la dictadura de Francisco Franco siguiendo el modelo del Movimento das Forças Armadas de Portugal que el 25 de abril de 1974 había puesto fin a la dictadura salazarista. «La UMD llegó a crear un comité táctico destinado a evitar que se produjera un golpe de Estado en sentido regresivo».

## Antecedentes
El movimiento venía gestándose, aunque tímidamente y de una manera un tanto informal, entre los profesores y alumnos de una academia de preparación para el ingreso en la Academia General Militar. Es en esta academia, paradójicamente subvencionada por el Frente de Juventudes, dirigida por el capitán Luis Pinilla, hijo del defensor franquista del cuartel de Simancas de Gijón y donde también colaboraba el sacerdote José María Llanos, que muchos años después se haría famoso por su lucha en el barrio marginal madrileño del Pozo del Tío Raimundo, donde se constituye una organización denominada Forja. El objetivo de Forja era conseguir la perfección moral y humana y mejorar la profesionalidad de los militares. No obstante, el férreo control ejercido sobre las Fuerzas Armadas, uno de los pilares fundamentales de la dictadura franquista, impide que el asunto, durante mucho tiempo, no pase del fomento de una visión crítica y una actitud de concienciación en los alumnos, futuros oficiales del Ejército.
El 25 de abril de 1974 se produce en Portugal la conocida como Revolución de los claveles, protagonizada por un grupo de oficiales jóvenes, capitanes en su mayoría, que formarán el Movimento das Forças Armadas (MFA), demostrando que, a pesar de la existencia de una dictadura, había sido posible organizar un movimiento democrático en el seno del Ejército. En agosto de 1974 dos oficiales españoles, los comandantes Luis Otero Fernández y Julio Busquets, viajan a Portugal para recibir información de primera mano de los militares portugueses. Por otra parte también contactan con políticos de la oposición antifranquista, entre otros con el dirigente socialista catalán Joan Reventós y con Joaquín Ruiz-Giménez, exministro de Franco.

## Historia

### Fundación
Fuertemente influenciada por el Movimento das Forças Armadas (MFA) portugués, la organización fue fundada en una reunión celebrada en Barcelona entre los días 31 de agosto y 1 de septiembre de 1974. Allí se aprobó el texto del ideario fundacional, elaborado por los tres comandantes (entre los que se encontraba Guillermo Reinlein) y nueve capitanes fundadores, y se eligió el nombre y las siglas de la organización, así como una Junta Directiva formada por cuatro capitanes, uno por cada Arma.
Según Roberto Muñoz Bolaños, su ideario se basaba en cuatro ideas fundamentales:
- El respeto por los derechos humanos (libertad de reunión, expresión, asociación, etc.).
- Convocatoria de unas Cortes Constituyentes elegidas por sufragio universal.
- Amnistía para todos los presos políticos y retorno de los exiliados.
- Lucha contra la corrupción.

Como «objetivos militares» se proponían una serie de reformas para integrar a las Fuerzas Armadas en el Estado democrático: creación de un Ministerio de Defensa, dignificación de los suboficiales, revisión del servicio militar obligatorio, reducción del ámbito de la jurisdicción militar y elaboración de un estatuto del militar profesional. Lo que no pretendían en absoluto era dar un golpe de Estado para acabar con el franquismo, a diferencia del MFA portugués, pero sí evitar que las Fuerzas Armadas pudieran darlo. Como dijo uno de sus integrantes, el capitán Xosé Fortes Bouzán: «En vez de un pronunciamiento activo debíamos ensayar un pronunciamiento negativo: Mojar la pólvora de aquel ejército azul».
Como ha destacado Muñoz Bolaños, «la UMD nació como una organización clandestina dentro de las Fuerzas Armadas y con unos objetivos diametralmente opuestos a los valores del régimen franquista, con los que se identificaban la casi totalidad de los miembros de los Ejércitos».

### Desarticulación, proceso y condena
En cuanto los mandos franquistas tuvieron conocimiento de la existencia de la UMD, actuaron de forma rápida y contundente y en el verano de 1975 fueron detenidos los principales líderes de la organización, que en aquel momento se calcula contaba entre 200 y 400 miembros comprometidos, y hasta 600 colaboradores, aunque la cifra exacta nunca se conoció por el temor de muchos a reconocer su militancia en la misma, aun después de restablecida la democracia en España.
El 29 de julio de 1975 fueron detenidos nueve de ellos: el comandante Luis Otero Fernández y los capitanes Fermín Ibarra Reyes, Antonio García Márquez, Xosé Fortes Bouzán, Fernando Reinlein, Restituto Valero, Jesús Consuegra, Manuel Fernández Lago y Abel Jesús Cillero, este último capitán de Aviación (todos los demás del Ejército de Tierra). Un décimo miembro de la UMD que iba a ser detenido, el capitán de Aviación José Ignacio Domínguez, se libró porque se encontraba fuera de España. Con estas detenciones la UMD quedó descabezada.
Según Paul Preston, el entonces Príncipe de España don Juan Carlos mostró interés en conocer si podría contar con el apoyo de la UMD cuando sucediera a Franco y mantuvo contactos con sus miembros, en especial con el comandante Julio Busquets, a través del duque de Arión. Juan Carlos creía que la UMD era mucho más numerosa de lo que era en realidad. Así, cuando como jefe del Estado interino viajó en octubre de 1975 al Sahara Español con motivo de la Marcha verde se entrevistó a solas en El Aaiún con el comandante Bernardo Vidal, que había sido cadete con él en la Academia Militar de Zaragoza, y que estaba destinado allí como castigo por sus ideas liberales. Don Juan Carlos le aseguró al comandante que se proponía traer la democracia a España. «Pero a partir de entonces, quizás percibiendo que el sentimiento contra la UMD era abrumador en los niveles más altos del Ejército, se había mantenido al margen durante los juicios a nueve dirigentes de la UMD en marzo de 1976».
Como juez instructor de la Causa 250/1975 se designó al comandante auditor Jesús Valenciano Almoyna. La vista oral del consejo de guerra contra los nueve acusados comenzó el 8 de marzo de 1976 en el acuartelamiento de Hoyo de Manzanares (Madrid). Sólo duró un día y la sentencia se dictó el 10 de marzo, un día después de declararse concluida la vista. En la sentencia se consideró probado que «los inculpados constituían un grupo de la UMD, entidad subversiva que pretende obtener la intervención de las Fuerzas Armadas en un proceso de ruptura para cambiar las instituciones fundamentales de la nación, no permitiendo al Gobierno una pacífica evolución, propósito de los procesados que, de haber prosperado, podría haber originado un conflicto armado». El tribunal calificó los hechos probados como «un delito consumado de conspiración para la rebelión militar» por los que condenó a siete de los acusados a penas de prisión que oscilaban entre los ocho años para el comandante Otero a los cuatro años del capitán Reinlein y que llevaban aparejadas «la baja definitiva de los Ejércitos, con pérdida de todos los derechos adquiridos en ellos, salvo los pasivos que les correspondan por sus años de servicio». Solo se libraron de la pena accesoria de separación del Ejército los capitanes García Márquez y Ruiz Cillero, condenados a tres y a dos años y medio de prisión, respectivamente.
Sólo un miembro de la élite militar intentó defender a los condenados. Fue el general Manuel Gutiérrez Mellado, entonces jefe del Estado Mayor Central, que envió una carta el 21 de julio al ministro del Ejército, el teniente general Félix Álvarez-Arenas y Pacheco, en la que pedía que fueran perdonados, con el objetivo de salvaguardar la unidad de las Fuerzas Armadas. Sin embargo, su petición no fue aceptada porque, como ha señalado Roberto Muñoz Bolaños, «la cúpula militar estaba satisfecha con el encarcelamiento de los oficiales, a los que despectivamente la mayoría de sus compañeros denominaban úmedos, y consideraba el tema zanjado, salvo por las sanciones que pudieran imponerse a otros miembros de la organización que fueran descubiertos con posterioridad».
Cuando en septiembre de 1976 ocupó la vicepresidencia del gobierno en sustitución del general Fernando de Santiago, que había dimitido en desacuerdo con el proyecto reformista del presidente Adolfo Suárez, Gutiérrez Mellado afirmó en un informe confidencial que «el Ejército no puede volver a admitir en él, como miembros de pleno derecho, a quienes de forma tan equivocada e inconsciente han puesto en grave peligro su disciplina y su unidad. Su presencia entre nosotros mantendría abierta una herida, que por el bien de España y del Ejército, e incluso por el suyo propio, es preciso cerrar y olvidar». Años después, el excapitán Fernando Reinlein, uno de los condenados, reconoció con amargura que «fue el precio que tuvo que pagar para sacar adelante su reforma [militar] y, sobre todo, para evitar una fractura en las Fuerzas Armadas».

### Autodisolución y amnistía
La UMD se autodisolvió el 26 de junio de 1977 tras las elecciones generales del día 15 del mismo mes. Consideraron que ya no tenía sentido su existencia y que, en una democracia, no tenían cabida organizaciones militares de este tipo. Todos los líderes políticos agradecieron su decisión que fue calificada como «patriótica». 
Un año antes los miembros encarcelados de la UMD habían salido de prisión al aplicárseles el Real-Decreto Ley de Amnistía aprobado por el gobierno de Adolfo Suárez el 30 de julio de 1976, cuya finalidad era «promover la reconciliación de todos los miembros de la Nación». Pero no se les permitió reintegrarse en el Ejército. El Real-Decreto contenía un artículo específico referido a ellos, el 8, en el que se establecía que «los militares a quienes sea aplicada la amnistía no serán por ello reintegrados en sus empleos ni carreras, de las que seguirán definitivamente separados, cuando hayan sido condenados a penas que produzcan la pérdida de empleo, separación del servicio o pérdida de plaza o clase».
La nueva Ley de Amnistía aprobada en octubre de 1977 por las Cortes surgidas de las primeras elecciones democráticas desde 1936 volvieron a dejar fuera a los condenados de la UMD. En el artículo 6 se decía: «Respecto del personal militar al que se le hubiere impuesto, o pudiera imponérsele como consecuencia de causas pendientes, la pena accesoria de separación del servicio o pérdida de empleo, la amnistía determinará la extinción de las penas principales y el reconocimiento, en las condiciones más beneficiosas, de los derechos pasivos que les correspondan en su situación». Según Roberto Muñoz Bolaños, fueron tres las razones por las que en la ley de amnistía no se permitió, de nuevo, que los miembros de la UMD que habían sido condenados y expulsados de las Fuerzas Armadas pudieran reingresar: el rechazo generalizado de los militares a tal medida, la palabra dada por Gutiérrez Mellado de que la reincorporación no se produciría y el empeño del Gobierno en mantener la unidad de las Fuerzas Armadas, «evitando cualquier problema que pudiese ponerla en peligro».Los diputados Julio Busquets y José Antonio Bordés Vila (ambos del PSOE) votaron en contra de la ley de Amnistía de 1977 porque dejaba fuera a los militares condenados de la Unión Militar Democrática.
En junio de 1980 todos los grupos parlamentarios, excepto Coordinación Democrática, presentaron una proposición de ley que rectificaba la Ley de Amnistía de 1977 y permitía el reingreso en el Ejército de los militares condenados de la UMD. La reacción en contra de los militares fue fulminante, pero la respuesta más contundente fue la del vicepresidente del Gobierno Manuel Gutiérrez Mellado que amenazó con dimitir si se aprobaba. En una carta que dirigió al propio Gobierno y al partido que lo sustentaba, Unión de Centro Democrático (UCD), expuso sus argumentos y finalmente su opinión prevaleció y la proposición de ley fue retirada. En la carta decía lo siguiente:

Hay ciertos mandos agazapados, esperando la ocasión. Bastantes argumentos los da la ETA, GRAPO, cierta prensa, ciertas declaraciones, ciertas actitudes en la cuestión autonómica, el sentimiento de bastantes a los que no les gusta nada de lo que está pasando. Si la proposición se aprueba se les da la oportunidad en bandeja.
Los hechos son así, con razón o sin ella, gusten o no gusten. No hay alternativa. Los amnistiados no pueden volver al servicio activo. Ni el Gobierno ni el partido que lo sustenta, la UCD, pueden admitirlo por el bien de las Fuerzas Armadas, por el de la democracia, en definitiva, por el de España.

### Reintegración en el Ejército y reconocimiento final
Tras su segunda victoria por mayoría absoluta en las elecciones de junio de 1986 el PSOE pudo cumplir la promesa que había hecho su vicesecretario general y vicepresidente del Gobierno Alfonso Guerra en diciembre de 1985 en el acto de presentación de la reedición del libro El militar de carrera en España del excomandante y diputado socialista Julio Busquets, de que los militares de la UMD condenados pudieran reintegrarse al Ejército. El 30 de diciembre de 1986 el BOE publicaba la Ley 24/1986, de 24 de diciembre, de Rehabilitación de Militares Profesionales, que reconocía que la Ley de Amnistía en España de 1977 «ofreció un trato desigual a quienes estando comprendidos en su ámbito de aplicación, ostentaban la condición de militar profesional o de funcionario civil [...] El principio de no discriminación, firmemente asentado en el artículo 14 de la Constitución, así como el de igualdad de los españoles ante la ley, obliga a reparar aquellas diferencias, ofreciendo a todos los afectados un trato equitativo e igualitario». Así el artículo 1 ordenaba la rehabilitación plena de esos militares y el 2 reconocía su derecho a «solicitar su reincorporación a las Armas, Cuerpos o Institutos de los que fueron separados, con el empleo que les hubiera correspondido por antigüedad, si no hubiese existido interrupción en la prestación del servicio». Roberto Muñoz Bolaños comenta: «Era el fin de la última trinchera que defendieron los militares desde 1978. La transición militar había concluido».
En abril de 2002, Carlos Sanjuán, diputado socialista y antiguo miembro de la UMD, amigo de Julio Busquets, uno de los fundadores de la UMD, presentó, con el respaldo de todos los grupos, una proposición no de Ley de lo más templada en la que se reconocía la labor de la UMD en la llegada de la libertad. La mayoría absoluta del PP rechazó la proposición. En junio de ese mismo año, Manuel Jiménez de Parga, presidente del Tribunal Constitucional, manifestó a la prensa: «La Democracia en España tiene una deuda con la UMD». Al llegar los socialistas al poder en 2004, Rafael Estrella, diputado por Granada, retomó la iniciativa de Carlos Sanjuán en el Congreso, y redactó una nueva proposición no de Ley en la que se reconocía y agradecía la actuación de los hombres de la UMD.
El 24 de enero de 2009, la Fundación Abogados de Atocha le concedió a la UMD uno de sus premios anuales por su contribución a la democracia. Poco después, el 4 de abril, el Congreso de los Diputados aprobó una proposición no de Ley en la que se reconocía la labor de los militares de la UMD en la llegada de las libertades a España e instaba al Gobierno a un reconocimiento institucional. Este se produjo el 4 de diciembre cuando el Consejo de Ministros aprobó una declaración publicada en el Boletín Oficial del Estado y en el Boletín Oficial de la Defensa en la que se reconocía la contribución de la UMD a la llegada de la democracia y en la que también se hacía referencia a la persecución de que fueron objeto jefes, oficiales y suboficiales de la UMD, de forma judicial y extrajudicial.
El 16 de febrero de 2010, el Ministerio de Defensa entregó la Cruz del Mérito Militar y Aeronáutico a catorce antiguos miembros de la Unión Militar Democrática (UMD) por la «valentía» que demostraron al colaborar «decididamente» en el camino hacia la transición a la democracia y por cuyo papel algunos fueron «encarcelados, juzgados, condenados y expulsados» del Ejército.